# Мил Крик (Оклахома)
Мил Крик (енгл. Mill Creek) град је у америчкој савезној држави Оклахома.

## Демографија
По попису из 2010. године број становника је 319, што је 21 (-6,2%) становника мање него 2000. године.
| Група             | 2000.       | 2010.       |
| Белци             | 201 (59,1%) | 184 (57,7%) |
| Афроамериканци    | 0 (0,0%)    | 8 (2,5%)    |
| Азијати           | 5 (1,5%)    | 0 (0,0%)    |
| Хиспаноамериканци | 3 (0,9%)    | 12 (3,8%)   |
| Укупно            | 340         | 319         |